# Sergio Mattarella
Sergio Mattarella, född 23 juli 1941 i Palermo, Sicilien, är en italiensk politiker som den 3 februari 2015 tillträdde som Italiens president.

## Biografi
Matarella utbildade sig till jurist i Rom på La Sapienza och avslutade studierna med högsta betyg. Han har arbetat som adjungerad professor vid universitetet i Palermo med speciell inriktning på parlamentarisk rätt. Han blev medlem i Kristdemokraterna (DC) på Sicilien och blev så småningom parlamentsledamot och minister i flera ministärer. Dock lämnade Mattarella Kristdemokraterna i protest mot dess närmande till Silvio Berlusconis Forza Italia. Han anslöt sig slutligen till Partito Democratico under ledning av Romano Prodi. Mattarella blev föreslagen av de italienska socialdemokraterna till posten som president. När han nominerades var han domare i konstitutionsdomstolen. 
Han efterträdde Giorgio Napolitano som avgick på grund av hög ålder.

## Utmärkelser
- Gold medal for merit in school, culture and art,  27 december 1991[3]
- Storkorsriddare av Republiken Italiens förtjänstorden,  24 oktober 2011[4]
- Kedja av Piusorden,  17 april 2015[5]
- Storkors av Frälsarens orden,  26 november 2015[6]
- Kameruns tapperhetsorden,  11 mars 2016[7]
- Storkors av Sankt Olavs orden,  6 april 2016[8]
- Ordenskedja av Rumänska Stjärnans orden,  11 juni 2016[9]
- Kedja av Mexikanska Aztekiska Örnorden,  4 juli 2016[10]
- Stara Planina-orden,  2 augusti 2016[11]
- Storkors av San Martín Befriarens orden,  8 maj 2017[12]
- Storkorset av Nederländska Lejonorden,  20 juni 2017[13]
- Maltas nationalförtjänstorden,  13 september 2017[14]
- Storkorset med kedja av Finlands Vita Ros orden,  27 september 2017[15]
- Storkedja av Portugals frihetsorden,  6 december 2017[16]
- Storkorset med kedja av Tre Stjärnors orden,  29 juni 2018[17]
- Kedja av Terra Mariana-korsets orden,  2 juli 2018[18]
- Storkorset med kedja av Vytautasorden,  3 juli 2018[19]
- Gejdar Alijev-orden,  18 juli 2018[20]
- Kungliga Serafimerorden,  13 november 2018[21]
- Förbundsrepubliken Tysklands förtjänstorden - storkors av särskilda klassen,  19 september 2019
- Storkors av Hederslegionen,  5 juli 2021
- Sloveniens särskilda förtjänstorden,  20 september 2021[22]
- Hedersdoktor vid Universitetet i Parma,  4 oktober 2021[23]
- Kedja av Isabella den katolskas orden,  9 november 2021[24]
- Storkors med kedja av Karl III:s orden,  2024[25]
- Hedersdoktor vid Aix-Marseille Université,  2025[26]
- Piusorden
- Agostinho Neto-orden
- Mugunghwaorden
- Vita örnens orden
- Brittiska imperieorden
- Portugals frihetsorden
- Rumänska Stjärnans orden
- Overhoved for Den Italienske Republiks Fortjenstorden
- Italienska republikens förtjänstorden
- Armeniens ryktbarhetsorden
- Chief of the Military Order of Italy
- Makarios III-orden
- Italiens medalj för kultur- och konstförtjänst
- Mexikanska Aztekiska Örnorden
- Österrikiska republikens förtjänstorden i guld
- San Marinos orden
- Sankt Olavs orden
- Förbundsrepubliken Tysklands förtjänstorden
- Nederländska Lejonorden
- Österrikiska republikens förtjänstorden
- Algeriets nationella förtjänstorden
- San Martín Befriarens orden
- Finlands Vita Ros orden
- Isabella den katolskas orden
- Vytautasorden
- Terra Mariana-korsets orden
- Tre Stjärnors orden
- Frälsarens orden

[Redigera Wikidata]
Serafimerorden mottogs i samband med statsbesök i Sverige.